# Nerve
「nerve」（ナーヴ）は、日本のアイドルグループ・BiSの楽曲。通算2枚目のシングルとして2011年10月19日につばさレコーズからリリースされた。

## 概要
オリジナルはデビューアルバム『Brand-new idol Society』（2011年3月23日リリース）収録。ミュージックビデオは、のちにBELLRING少女ハートを結成することになる田中紘治が監督している。
シングルはタワーレコード6店舗（渋谷店、新宿店、池袋店、名古屋近鉄パッセ店、梅田大阪マルビル店、秋葉原店）・1000枚限定で販売された。
『Brand-new idol Society』ではオリジナルメンバーで歌唱しているが、その後ヨコヤマリナが脱退、テラシマユフが加入しており、シングル化に際しては当時の在籍メンバー（プー・ルイ、ヒラノノゾミ、ナカヤマユキコ、テラシマユフ）で新録されている。メジャー初のアルバム『IDOL is DEAD』、第1期のラストシングル『FiNAL DANCE/nerve』、第2期のファーストアルバム『Brand-new idol Society 2』にも収録されているが、いずれもリリース当時の在籍メンバーによる新録である（ベストアルバム『うりゃおい!!!』は『FiNAL DANCE/nerve』ヴァージョンを収録）。
BiSの代表曲であり、「SHELTER 7DAYS」最終日（2013年8月22日、下北沢SHELTER）では冒頭から7回連続歌唱。解散ライブ「BiSなりの武道館」（2014年7月8日、横浜アリーナ）では、1曲目とラストに、翌日の「元BiSなりのワンマンライブ」（2014年7月9日、下北沢SHELTER）でもアンコールの最後に歌唱した。
南波一海は「（リリースから）2年がかりでアイドルソングの定番となった」と評している。TOKYO IDOL FESTIVAL 2013では、メインステージ最後の「Special Encore LIVE」（2013年7月28日、Zepp Tokyo）の大トリでこの曲を歌い、途中からはホスト役のアイドリング!!!をはじめライブに参加したアイドルがステージに登場、曲に合わせて踊ったことはそれを象徴する出来事であった。
この曲では、サビで片足を上げてエビ反りを行うことが振り付けの特徴となっている。2014年、『FiNAL DANCE/nerve』のリリースに合わせて、エイベックス・エンタテインメントに特設サイト「日本エヴィゾリ化計画」を公開、同サイトではアイドル・有名人から一般人までが踊った振りコピ動画がアップロードされている。

## 収録内容
1. nerve
作詞：久保田洋司、作曲：miifuu、編曲：Schtein & Longer
2. gugigi
3. I'm coming!!

## カバー
Dorothy Little Happyとのコラボレーション・シングル『GET YOU』のDorothy Little Happy盤（AVCD-48626）にDorothy Little Happyによるカヴァーが収録されている。
非常階段とのコラボレーションユニット・BiS階段のアルバム『BiS階段』にBiSメンバー歌唱によるセルフカヴァーが収録されている。BiS階段の解散ライブ（2014年5月6日、渋谷WWW）では、オープニングから13回連続で演奏・歌唱した。
BiSの振り付けを担当していたミキティー本物率いるゲイアイドルグループ・二丁ハロ（現二丁目の魁カミングアウト）はこの曲をライブでの持ち歌としていた。ミキティー本物は対バンで一緒になったBiSがこの曲を歌ってるのを見て、「絶対、この子たちは売れる!」と直感して、振り付けをやらせて欲しいとオファーした。ちなみに、ミキティー本物がBiSの振り付けを担当するようになったのは2012年の『歩行者天国の雑踏で叫んでみたかったんだ』から。
TOKYO IDOL FESTIVAL 2015では、プールイとパラレルJAPANのコラボレートユニット・プールイ パラレルJAPANでカヴァーした（2015年8月1日、SMILE GARDEN（ウエストプロムナード公園広場））。プールイがBiS解散後この曲を歌うのは初めてということもあり、イントロが流れるとともに周囲から観客がダッシュで駆け寄り、サビでは観客のエビ反りで土埃が舞うほどの盛り上がりをみせた。
かつてBiSを手がけた渡辺淳之介が「BiSをもう一度始める」と宣言して始めたBiSHは、2015年9月12日、BiS解散時のメンバーが揃った「AOMORI ROCK FESTIVAL 夏の魔物」（青森県・夜越山スキー場）にて、「BiSを封印する」と宣言してこの曲を歌唱した。BiSHはその後も不定期にライブでnerveを歌唱している。
2018年11月2日、BiSの初期メンバーであるナカヤマユキコがプロデュースするアイドルグループ「キミノマワリ。」のデビューライヴが渋谷のSHIBUYA TAKE OFF 7で行なわれた。nerveを作曲したmiifuuが曲を手がけたこのアイドルグループの1曲目としてnerveが歌われ、最後にはナカヤマユキコ自身も加わりスペシャルバージョンのnerveがうたわれた。